# Ernest Ranglin

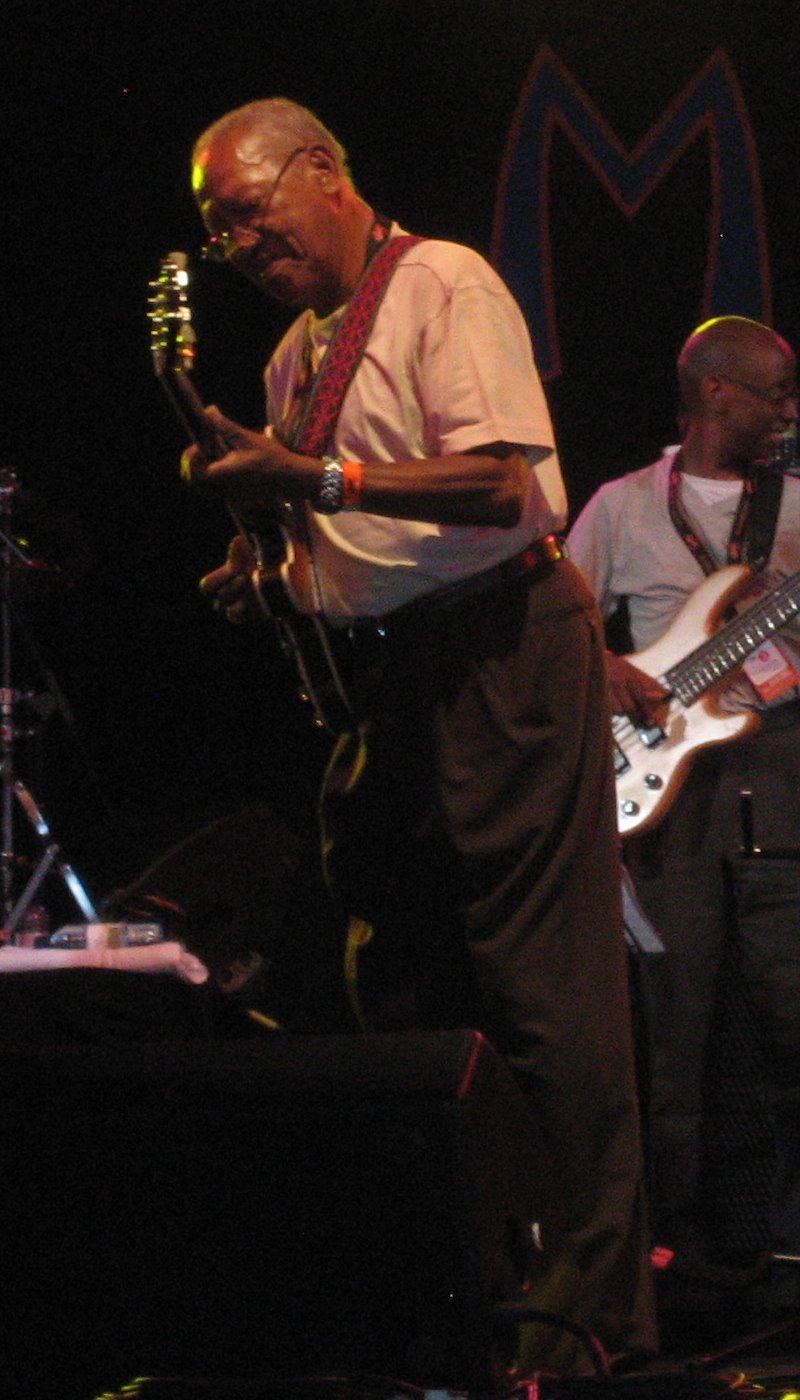
Ernest Ranglin

Ernest Ranglin (Manchester, Jamaica, 19 de junho de 1932) é um guitarrista jamaicano.
Seu estilo mescla os ritmos caribenhos à sonoridade do jazz norte-americano.